# Публий Юний Брут
Публий Юний Брут (на латински: Publius Junius Brutus) е политик на Римската република през началото на 2 век пр.н.е. Произлиза от плебейската фамилия Юнии, клон Брут.

## Политическа кариера
През 195 пр.н.е. той е народен трибун с колеги брат му Марк Юний Брут и Марк Фунданий, Луций Валерий Тапон. С Марк Юний Брут той подготвя анулирането на закона lex Oppia, който ограничава правата на римската жена. Консули тази година са Марк Порций Катон Стари и Луций Валерий Флак.
През 192 пр.н.е. той е едил и претор през 190 пр.н.е. на Етрурия. През 189 пр.н.е. е управител на провинция Далечна Испания.